# Шендрик, Антон Сергеевич
Антон Сергеевич Шендрик (укр. Антон Сергійович Шендрік; 26 мая 1986, Симферополь, Крымская область, Украинская ССР, СССР) — украинский футболист, защитник.

## Биография
В ДЮФЛ выступал за симферопольскую «Таврию». Сезон 2004/05 провёл в дубле «Таврии», в молодёжном первенстве провёл 13 матчей. Летом 2005 года перешёл в ялтинский «Ялос». После распада команды перешёл в красноперекопский «Химик».
Позже играл «Сталь» из Днепродзержинска. Зимой 2008 года перешёл в луцкую «Волынь», в команде не провёл ни одного матча и в мае 2008 года провёл 2 матча в чемпионате ААФУ за симферопольский «Черноморнефтегаз». Летом 2008 года перешёл в симферопольский «ИгроСервис».
Зимой 2009 года перешёл в ужгородское «Закарпатье». В сезоне 2008/09 помог «Закарпатью» выиграть Первую лигу и выйти в Премьер-лигу. В Премьер-лиге дебютировал 26 июля 2009 года в матче против полтавской «Ворсклы» (1:3), в том матче забил гол. Этот гол был первым мячом «Закарпатья» в Премьер-лиге сезона 2009/10. С 2011 по 2012 годы выступал за киевскую «Оболонь».
Летом 2012 года перешёл в клуб «Александрия». В сезоне 2012/13 он вместе с командой стал бронзовым призёром Первой лиги Украины, клуб уступил лишь алчевской «Стали» и «Севастополю». Шендрик сыграл в 16 играх. В сезоне 2013/14 он вместе с командой стал серебряным призёром Первой лиги Украины, клуб уступил лишь донецкому «Олимпику», и вышел в Премьер-лигу. Шендрик в этом сезоне принял участие в 24 играх, в которых забил 1 гол.
В 2020 году Шендрик ушел из клуба  «Александрия».

## Допинговый скандал
В сентябре 2009 года он попался на допинге. У него был заложен нос, он пошёл к ЛОРу, врач выписал ему спрей, который запрещен для спортсменов согласно списку Всемирного антидопингового агентства. Согласно контрактным обязательствам, Шендрик должен был сообщить клубным медикам обо всех принимаемых им препаратах. Но о спрее он не сказал. Его на месяц отлучили от игр чемпионата Украины, а врачей «Закарпатья» оштрафовали.

## Достижения
- Победитель Первой лиги Украины (1): 2014/15
- Серебряный Первой лиги Украины (1): 2013/14
- Бронзовый призёр Первой лиги Украины (1): 2012/13